# Bourg
Pour les articles ayant des titres homophones, voir Boer, Bour et Bourre.
Pour les articles homonymes, voir Bourg (homonymie).
Un bourg est une agglomération rurale, moins importante que la ville mais plus importante que le village. Il tient lieu de centre administratif local (un droit de fortification existait à l'époque médiévale), ce qui le distingue de la simple bourgade. C'est aussi au bourg où se tient généralement le marché des villages environnants.
On parle de bourg pour désigner une localité de taille intermédiaire entre le village et la ville, sans faubourg ou banlieue. Sur le plan administratif, le bourg est généralement au cœur d'une commune dont peuvent dépendre des villages et hameaux. Cependant, la fonction et l'importance symbolique, économique ou politique du bourg ont pu évoluer au cours des siècles et le terme même a changé de sens. Ainsi, en régions d'habitat dispersé, notamment dans les régions bocagères françaises, le terme désigne simplement le chef-lieu de la commune où il arrive que l'on ne trouve guère que les quelques bâtiments publics : l'église, la mairie, l'école, un commerce (souvent un café-épicerie-bureau de tabac).

## Origines du terme
L'étymologie du mot et sa portée historique réelle ont été débattues par les linguistes et les historiens. Il semble que sa provenance, autant que sa définition historique soient plus complexes que les réponses généralement apportées dans des ouvrages utilisés comme référence.

### Origine latine
Le Dictionnaire historique de la langue française soutient une double origine latine de l'étymon, c'est-à-dire le latin burgus « fortification, tour fortifiée, redoute », issu du grec purgos (autrement pýrgos) de provenance incertaine, et le bas latin burgus « ensemble d'habitations fortifiées », procédant du germanique *burg « localité, ville fortifiée ».
Le premier est attesté dès l'an 185 après J. C., ensuite au IVe et Ve siècles et le second dès le Ve siècle siècle dans la toponymie.

#### Emprunt au latin, issu du grec
Cette thèse est défendue par très peu d'auteurs, la majorité lui préférant celle d'un terme latin d'origine germanique. Le mot serait issu du latin burgus qui signifie initialement « fortin », dénomination des petits ouvrages fortifiés construits le long du limes, où le terme est d'ailleurs attesté. Le mot latin viendrait du terme grec pýrgos, tour. Oscar Bloch et Walther von Wartburg posent aussi cet étymon comme étant partiellement la source du terme français. Ces fortins, ou postes frontaliers, lieux d'échanges privilégiés entre les Germanies et les Gaules, ont donné naissance à des agglomérations commerçantes, l'emporium (en Bourgogne uniquement), puis au village ou à la ville non fortifiés.

#### Emprunt au latin, issu du germanique
Le bas latin bŭrgus (avec /u/ bref), issu du germanique *burg serait conjointement, ou uniquement la source du terme français. Le mot est attesté chez Végèce au IVe siècle avec le sens de « château fort » (cf. allemand moderne die Burg, terme féminin), puis au siècle suivant avec le sens de « petite ville, village » chez Sidoine Apollinaire. Burgarii dans le Code de Théodose désigne la « garnison d'un fort », puis chez Isidore de Séville « habitants d'un bourg » (cf. vieux haut allemand burgāri « défenseur du bourg », puis « habitant du bourg », moderne Bürger.).

### Origine germanique
Pour Louis Guinet, l'évolution de « fort » à « ville » semble un fait acquis, mais elle n'implique nullement que le français bourg procède du latin burgus, et cela, pour de nombreuses raisons qu'il expose.
Effectivement, le terme burgus latin a pu laisser des traces et il semble que l'espagnol et le portugais burgo « bourg » puis « quartier de ville », ainsi que les toponymes Burgos et El Burgo de Osma en soient issus, car seul un [u:] long latin (būrgus) peut expliquer ces formes, le germanique *burg avec un [u] toujours bref aurait donné *borgo, *borgos (à noter qu'en vieux castillan, il existe un terme buergo qui procède sans doute du gotique baurgs). Cette hypothèse est renforcée par des toponymes occitans du type Burc ([y]), qui postulent un [u:] long alors qu'on trouve également en Occitanie la forme francisée Bourg (issue de Borg, d'où provençal borgada qui a donné bourgade en français). Or, il est douteux que dans une même région, on ait deux évolutions phonétiques différentes à partir d'un même étymon. On peut donc supposer soit l'étymon germanique *burg par l'intermédiaire de l'ancien français borc, soit une francisation d'anciens Burg en Bourg. On constate que le vieux français présente une phonétique différente de ces trois langues qui peut s'expliquer par l'étymon germanique *burg.
Les traces historiques du terme burgus au Bas Empire sont réelles, comme on l'a vu, mais le terme n'est pas utilisé dans les textes officiels, où apparait vicus pour village. À l'époque mérovingienne, vicus est remplacé d'une part par curtis (cōrtem) et puis par villa qui de sens de « domaine rural » va passer au sens de « village ». Pendant la période carolingienne, même chose, la documentation disponible (censiers, capitulaires, pouillés et polyptyques) ne fait pas état de burgus, mais de vicus et de villa. Comment expliquer ce long silence, si ce n'est par une disparition du terme latin burgus, balayé par les bouleversements consécutifs à la migration des peuples et à la chute de l'Empire romain ?

#### Emprunt direct au germanique
Le terme n'est donc plus mentionné, ou du moins on a perdu sa trace, jusqu'au Cartulaire de Cormery (837), en latin médiéval burgus, qui peut être d'ailleurs un emprunt savant. Puis en ancien français dans la Chanson de Roland vers 1080, borc a une nouvelle signification : « place forte » et « nouvelle ville fortifiée ». À cette époque, on trouve aussi la forme burc (prononcé [burk] avec « ou »), dans le Roland toujours. La forme borc [burk] est également attestée dans l' Erec et Enide vers 1164, le O notant OU en ancien français.
En outre, un dérivé issu du latin burgarii (cf. ci-dessus) ne semble pas attesté. On devrait trouver, dans le cas d'une continuité du terme latin un type *burgier, *borgier pour bourgeois, mais ce n'est pas le cas. En revanche, on note, encore dans le Roland, le terme burgeis qui désigne certes l'« habitant du bourg », mais plus spécifiquement l'« habitant du bourg affranchi de la justice féodale », le terme est visiblement une création de l'ancien français au Moyen Âge avec l'adjonction du suffixe -eis (> -ois) qui sert à former avant tout des adjectifs de nationalité. Un dérivé en -iscus (> -eis) n'est pas attesté en latin, de même qu'aucun dérivé en -isk n'est attesté en germanique semble-t-il.
Dans la toponymie de la France, on remarque que si le nom de lieu Bourg est fréquent, il s'agit de créations relativement récentes, car leurs attestations ne sont pas anciennes et ils n'obéissent pas au mode de composition (déterminant + déterminé) : Bourg- ou emploi autonome de Bourg, celui qui a prévalu dans la France du nord, au contraire des appellatifs -ville, -court, -vy (ou -vic de vicus ) à l'époque mérovingienne et carolingienne sous l'influence probable du germanique. Cependant il existe des exceptions notables, hormis l'Alsace et la Lorraine francique de langue germanique, il s'agit du Calaisis, du Boulonnais et de la Normandie. On y trouve toute une série de toponymes en -bourg, en tant que second élément, qui ne peuvent ni être des emprunts au latin, ni des formations du Bas Moyen Âge. Ces régions sont connues pour d'autres raisons, pour avoir accueilli des colons saxons et anglo-saxons. L'analyse du premier élément des toponymes en -bourg confirme cette hypothèse puisqu'il s'explique par le saxon dans le Boulonnais et le vieil anglais, le vieux norrois ou le saxon en Normandie, par exemple : Bourbourg (en Néerlandais Broekburg) avec brōc « ruisseau » ; Cherbourg, peut-être avec ċiriċe « église » ou kjarr « marais » en vieux norrois; Jobourg avec eorð ou jǫrð « terre » ; Cabourg (plusieurs noms de lieux de ce type en Normandie, équivalent des Cadbury et Cadborough anglais); Saint-Aubin-sur-Quillebeuf (jadis « Wambourg », Wamburgum en 1025, Weneborc en 1217, équivalent des Wanborough anglais) ; Caillebourg ; etc.
En résumé, le latin burgus « fort », très vraisemblablement d'origine germanique, pénétra en Gaule sous l'Empire, où il ne laissa que quelques traces toponymiques dans le midi. Le terme saxon fut introduit vers le Ve siècle dans le Boulonnais et la région de Bayeux, puis à nouveau au Xe siècle par les colons anglo-saxons en Normandie, au sens de « bourg fortifié » et de « village ». Il est passé en vieux français par l'intermédiaire des dialectes picards et normands, tout comme le terme hameau.

## Le bourg médiéval
Au cours du bas Moyen Âge, la population des villes explose et le bourg devient trop étroit. On construit alors hors des murs le faubourg (fors borc, signifiant « hors du bourg » ou « à la périphérie du bourg »). La graphie actuelle résulte de l'altération en « faux bourg » (falsus burgus en 1380 dans Du Cange). Il est protégé par de nouvelles enceintes suivant une évolution radio-concentrique, le plus souvent autour d'un édifice religieux.
Au Xe siècle, d'autres bourgs se développent autour d'une riche abbaye, des remparts d'un château ou à côté des villes principales. La majorité de ces bourgs compte entre 1 000 à 8 000 habitants, avec une densité moyenne de 150 personnes à l’hectare.

## Le bourg aujourd'hui
Le bourg est aussi caractérisé par la présence d'artisans, de commerçants et de services publics permanents en plus du droit d'organiser un marché ce qui le distingue de la simple « bourgade ». Au contraire de cette dernière, il est suffisamment important pour constituer un centre administratif, qui a une fonction sociale et économique. En général, en Europe, il se groupe autour d'une église, siège d'une paroisse, et de nos jours est souvent le siège d'une municipalité administrant une commune (celle-ci peut englober plusieurs villages et hameaux).

## Dans la Péninsule ibérique
- (es) Cet article est partiellement ou en totalité issu de l’article de Wikipédia en espagnol intitulé « Villa (población) » (voir la liste des auteurs).

La villa est un règlement démographique[Quoi ?] qui est composé de différentes constructions. À l'époque romaine on comprenait par villa une exploitation agricole de taille importante qui était regroupée autour de la maison principale, certaines de ces exploitations sont arrivées à avoir un caractère urbain étant donné leur taille et organisation. Pendant le Moyen Âge à certains groupes démographiques, on accordait des privilèges spéciaux[style à revoir] : les fors (juridictions), constitués par des Lettres de peuplement (carta puebla en espagnol) qui les dotaient d'un statut différent du régime féodal classique (dépendance envers un seigneur) et les rendait redevables de l'hommage (pleitesía) directement à la monarchie.
Dans le cadre de l'organisation administrative, une villa est une population[Quoi ?] avec une taille intermédiaire entre un hameau et une ville, dotée d'une économie dans laquelle le secteur tertiaire commence à avoir une certaine importance.

### Moyen Âge
Pendant le Moyen Âge, bien que chaque paroisse soit composée de plusieurs villas, avec le temps ces unités d'exploitation rurales ont été appelées vicus ou locus, puis villa. Ces unités de peuplement, contrairement à un village ou à un lieu, ne dépendaient pas de la tête de la commune ; ce pourquoi elles étaient aussi connues comme villas exentas, disposant des juridictions civile et criminelle.
La villa espagnole avait une série de privilèges qui la différenciaient du hameau ou lieu. Elle réunit le corps de régisseurs et justices qui régissent la villa. Avec des aspirations urbaines, elle est dotée d'un château ou d'une forteresse et pourvue d'une muraille d'enceinte autour de la population, dotée de signes distinctifs comme le Rollo. La ville et son conseil étendaient sa juridiction sur un territoire étendu.

### Villa au Portugal
Au Portugal, les villas ont en général entre 1 000 et 10 000 habitants, mais des motifs historiques et des fluctuations démographiques ont créé plusieurs exceptions à cette règle. Actuellement, la création de nouvelles villas (élevées de niveaux inférieurs) est définie par la loi nº 11/82 du 2 juin qui, sauf quand il y aura d'importantes raisons de nature historique, culturelle et architecturale, établit qu'une population peut seulement s'élever à villa si elle a :
- Au moins la moitié des équipements collectifs suivants :
  - Poste d'assistance médicale
  - Pharmacie
  - Maison du Peuple, des Pêcheurs, de spectacles, centre culturel ou d'autres collectivités
  - Transports publics
  - Gare de CTT (poste)[n 4]
  - Établissements commerciaux et d'hôtellerie
  - École d'enseignement obligatoire
  - Agence bancaire

L'état de villa dans l'héraldique est représenté dans la couronne du blason d'armes avec quatre tours.
Il faut noter que plusieurs villes et villages peuvent avoir des noms qui contiennent l'élément vila et ne pas avoir cet état, puisqu'elles sont souvent les héritières de villes rurales médiévales, héritières de villas romaines.[pas clair]